# Southern Airways
Southern Airways (с англ. — «Южные воздушные трассы») — упразднённая местная (региональная) авиакомпания США. Основанная в 1944 году в Атланте (штат Джорджия), Southern обслуживала южно-центральную часть США, но из-за экономических трудностей в середине 1970-х годов, а также приходом в американскую авиацию свободного рынка, в 1979 году слилась с North Central Airlines образовав авиакомпанию Republic Airlines.

## История
В конце 1930-х годов пилот-любитель и пионер авиации Фрэнк Халс создал в Огасте (Джорджия) лётную школу, а после начала Второй мировой войны сумел заключить контракт с правительством о подготовке военных лётчиков. В 1942 году авиашкола Халса переместилась на более просторный аэродром в Атланте. Несмотря на успех, сам Фрэнк понимал, что война вскоре закончится, как и финансирование от военных. Выход он видел в организации местных авиаперевозок, поэтому в 1942 году подал заявку в Совет по гражданской авиации на выполнение рейсов из Атланты в другие города Джорджии и соседних семи южных штатов. После получения данного сертификата, 1 февраля 1944 года Халс основал собственно авиакомпанию Southern Airways.
Флот сперва состоял только из нескольких Douglas DC-3A (бывших Douglas R4D из американских ВМС), полученных из военного излишка. Регулярные рейсы Souhern стала выполнять 10 июня 1949 года, когда DC-3 под управлением экипажа Джорджа Брэдфорда (англ. George Bradford) выполнил рейс № 1 маршруту «Атланта — Гадсден — Бирмингем — Таскалуса — Колумбус — Мемфис». В том же году были начаты рейсы в Джэксонвилл (штат Флорида) и Каролину; штат авиакомпании насчитывал тогда только 39 сотрудников
К 1953 году Southern уже выполняла полёты в 23 аэропорта; в 1955 году её сеть простиралась на юг до Нового Орлеана (штат Луизиана) и на восток до Шарлотта (Северная Каролина). Флот авиакомпании быстро увеличивался за счёт приобретения поддержанных DC-3, а позже и 40-местных Martin 4-0-4 (ранее эксплуатировались в Eastern Air Lines). Как и прочие местные воздушные перевозчики в стране, Southern Airways субсидировалась государством, в том числе в 1962 году её прибыль составила 14,0 миллиона долларов, из которых субсидия составляла 5,35 миллиона. В 1967 году компания получила первый турбореактивный Douglas DC-9-10; в том же году велось интенсивное списание DC-3, которые совершили последний пассажирский рейс в её флоте 31 июля 1967 года. Примечательно, что в отличие от большинства других региональных авиакомпаний, как и ряда крупных, Southern с поршневых самолётов сразу перешла на турбореактивные, не эксплуатируя в промежутке между ними турбовинтовые, как, например, достаточно популярные Fairchild F-27A и Convair 580; лишь во второй половине 1970-х появились турбовинтовые Fairchild Swearingen Metroliner, которые заменили Martin 4-0-4. В 1969 году начали поступать уже более вместительные DC-9-30.

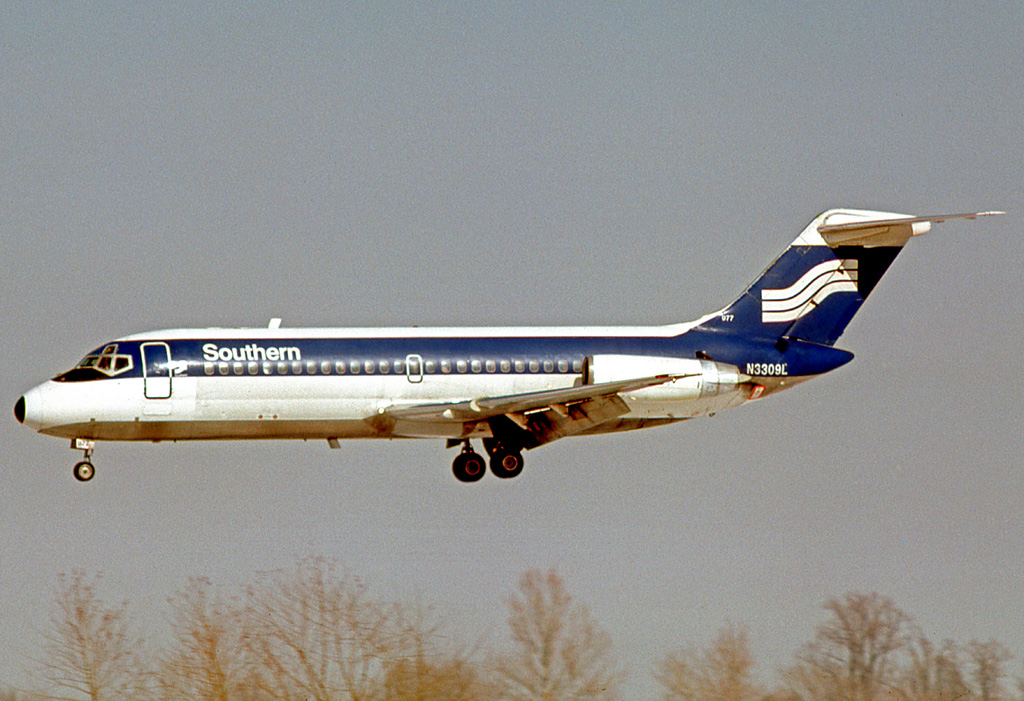
Douglas DC-9-14 в новой ливрее

В 1971 году Southern Airways начала выполнять полёты в Орландо, Майами, Нью-Йорк и Чикаго. Достаточно крупные DC-9-30 уже позволяли выполнять беспересадочные полёты из Атланты в Нью-Йорк или Вашингтон, но Совет по гражданской авиации не давал на это одобрения; на некоторых маршрутах были по 5—6 промежуточных остановок. Существовал даже молочный пробег (когда на регулярном рейсе используется только один и тот же самолёт) по маршруту «Майами — Орландо — Таллахасси — Панама-Сити — Эглин — Мобил — Галфпорт — Новый Орлеан — Бирмингем — Атланта — Хантсвилл — Мемфис — Сент-Луис — Чикаго». В середине 1970-х годов были начаты полёты на Большой Кайман — это было единственное международное направление Southern. Примерно в 1972 году был проведён ребрендинг, в результате которого сменилась ливрея самолётов. В 1978 году лайнеры компании летали в 50 городов в 17 штатах и на Каймановых островах, а её штат составлял 4 с половиной тысячи человек.
В 1970 и 1977 году с самолётами авиакомпании произошли две крупные катастрофы, что испортило репутацию Southern Airways как безопасного авиаперевозчика. Помимо этого, в регионе расширилась сеть автодорог, из-за чего всё больше людей стали предпочитать автомобиль самолёту. В сочетании с произошедшим в 1973 году нефтяным кризисом и повышением цен на топливо, это сделало многие маршруты экономически неэффективными, а то и вовсе сильно устаревшими. Когда в 1978 году правительство страны утвердило закон о дерегулировании авиакомпаний, который вводил гражданскую авиацию США в свободный рынок, Southern Airways поняла, чем ей грозит будущая конкуренция и уже 1 июля 1979 года слилась с другой региональной компанией — North Central Airlines. Сети маршрутов этих двух авиаперевозчиков стыковались в 11 городах, но нигде не пересекались. Образовавшаяся в результате слияния компания была названа Republic Airlines; после приобретения в 1980 году Hughes Airwest и присоединения к сети перевозок ещё 53 городов, Republic заняла первое место в стране по количеству обслуживаемых городов (свыше 200).

## Флот
- Douglas DC-3 — 29 самолётов
- Martin 4-0-4 — 22 самолёта
- Douglas DC-9-14 — 27 самолётов
- Douglas DC-9-15 — 9 самолётов
- Douglas DC-9-15F
- McDonnell Douglas DC-9-31 — 9 самолётов
- McDonnell Douglas DC-9-32F — 1 самолёт
- Fairchild Swearingen Metroliner — 8 самолётов

## Происшествия и инциденты
- 1 января 1968 года — Martin 4-0-4 борт N251S (заводской номер — 14243) при посадке в Охсфорде[англ.] (Миссисипи) из-за ошибки экипажа выкатился с ВПП на грунт, что привело к разрушению шасси и фюзеляжа. Все находившиеся на борту 3 члена экипажа выжили[1].
- 14 ноября 1970 года — McDonnell Douglas DC-9-31 борт N97S (заводской номер — 47245, серийный — 510) выполнял пассажирский рейс из Кинстона[англ.] (Северная Каролина) в Хантингтон (Западная Виргиния), однако при посаде опустился под глиссаду и врезался в холм. В данной авиакатастрофе погибли все находившиеся на борту 75 человек (70 пассажиров и 5 членов экипажа). Крупнейшая авиакатастрофа в истории Западной Виргинии (на 2020 год)[2].
- 17 февраля 1971 года — McDonnell Douglas DC-9-15 борт N92S (заводской номер — 47064, серийный — 120) выполнял грузо-пассажирский рейс из Нового Орлеана (Луизиана) в Галфпорт (Миссисипи), однако при посаде опустился под глиссаду и зацепил ЛЭП. Несмотря на значительные повреждения шасси, крыла и фюзеляжа, авиалайнер сумел совершить безопасную посадку. Никто из находившихся на борту 18 человек (11 пассажиров и 7 членов экипажа) не погиб, сам самолёт был восстановлен[3].
- 10 ноября 1972 года — McDonnell Douglas DC-9 (регистрационный номер неизвестен) выполнял пассажирский рейс из Бирмингем в Монтгомери (оба в Алабаме), когда был захвачен тремя афроамериканцами, которые были вооружены пистолетами и ручными гранатами, требуя выкуп в 10 миллионов долларов. Самолёт совершил несколько промежуточных посадок, прежде чем приземлился в Гаване (Куба). Однако Фидель Кастро, к разочарованию угонщиков, отказался принять захваченный самолёт, поэтому последний снова вернулся в США. В итоге угонщики согласились на 2 миллиона долларов, которые получили от авиакомпании, после чего лайнер снова приземлился в Гаване, где наконец был отпущен. В ходе данного угона, который продлился 30 часов, никто не погиб, лишь второй пилот был ранен полицией в плечо, когда полиция безуспешно попыталась освободить авиалайнер. Угонщики были арестованы и провели 8 лет в кубинской тюрьме, после чего были экстрадированы в США, где провели в тюрьме ещё 20—25 лет. Чтобы не ухудшать отношения с США, кубинские власти не только вернули самолёт с пассажирами и экипажем, но и компенсировали Southern Airways ущерб от угона в размере 2 миллионов долларов[4].
- 4 апреля 1977 года — McDonnell Douglas DC-9-31 борт N1335U (заводской номер — 47393, серийный — 608) выполнял пассажирский рейс из Хантсвилла (Алабама) в Атланту, когда при снижении с эшелона попал в мощный дождь с градом, при этом оказались повреждены, а затем отказали оба двигателя. В сложившейся ситуации пилоты были вынуждены совершить аварийную посадку на шоссе в районе городка Нью-Хоуп, однако при пробеге по дороге авиалайнер зацепил деревья и вылетев в сторону врезался в дома. В данной авиакатастрофе погибли 72 человека — 63 на борту самолёта (61 пассажир и 2 члена экипажа) и 9 на земле. Крупнейшая авиакатастрофа в истории Джорджии (на 2020 год)[5].